# Kvadriga
Kvadriga je bil v antiki voz, ki ga vlečejo štirje vzporedno vpreženi konji. Uporabljali so ga v boju, za triumfalne sprevode in za tekme.